# 西隆
西隆（又譯錫隆）是印度最小的邦之一梅加拉亞邦的首府，同時也是卡西族的聚居地。為東卡希山縣（East Khasi Hills district）的行政中心（headquarters）。西隆是印度人口排名第330名的城市，2011年統計有人口143,007。因為該處高山眾多，所以被稱作“東方的蘇格蘭”。

## 歷史
自從英國人于1864年在此設置卡西至詹塔山之間的民政站之後，西隆開始穩步發展并變得重要起來。1874年，阿薩姆省成為了最高專員省（Chief Commissioner's Province），該省首府便設在西隆，因為其不但有位於布拉馬普特拉河及蘇爾馬河（Surma River）谷地之間的便利位置，而且其氣候也較熱帶印度更加涼爽。1947年，印度獨立之後，西隆仍然是阿薩姆邦的首府，直到1972年1月21日，梅加拉亞邦從阿薩姆邦獨立出來，西隆便成為了梅加拉亞邦之首府，同時，阿薩姆邦的首府遷至古瓦哈提的第斯普爾（Dispur）。
另外，據說在英國殖民時代，印度東北有較多華人移民，西隆（Shillong）的名字便是來自于廣東的石龍鎮。